# Hu Dị
Hu Dị (tiếng Trung: 盱眙县; bính âm: Xūyì xiàn) là một huyện của địa cấp thị Hoài An, tỉnh Giang Tô, Trung Quốc. Huyện nổi danh vì có một loại tôm đặc biệt. Vào mỗi mùa hè, một lễ hội tôm quốc tế（中国国际龙虾节） được tổ chức tại nơi đây. ĐỊa điểm nổi tiếng nhất của huyện là Minh Tổ Lăng 明祖陵, được hoàng đế đầu tiên của nhà Minh là Chu Nguyên Chương cho xây dựng để tưởng nhớ tổ tiên.
Lăng đã bị ngập lụt vào khoảng năm 1680, khi Hoàng Hà thay đổi dòng chảy và nhập dòng với Hoài Hà, và Hồ Hồng Trạch đã xuất hiện. (Thành phố Tứ Châu (泗州) thời nhà Minh cũng đã bị ngập lụt và nằm dưới lòng hồ). Vào thập niên 1960, hồ nước rút xuống; các khối đá trong lăng hiện ra.

## Phân cấp hành chính

### Trấn
| - Hu Thành (盱城镇) - Mã Bá (马坝镇) - Quan Than (官滩镇) - Cựu Phố (旧铺镇) - Quế Ngũ (桂五镇) | - Hoàng Hoa Đường (黄花塘镇) - Minh Tổ Lăng (明祖陵镇) - Bảo Tập (鲍集镇) - Quản Trấn (管镇镇) - Hà Kiều (河桥镇) | - Thiết Phật (铁佛镇) - Hoài Hà (淮河镇) - Cừu Tập (仇集镇) - Quan Âm Tự (观音寺镇) |

### Hương
- Duy Kiều (维桥乡)
- Mục Điếm (穆店乡)
- Vương Điếm (王店乡)
- Cổ Tang (古桑乡)
- Hưng Long (兴隆乡)